# Ліллі (Джорджія)
Ліллі (англ. Lilly) — місто (англ. city) в США, в окрузі Дулі штату Джорджія. Населення — 129 осіб (2020).

## Географія
Ліллі розташоване за координатами 32°8′48″ пн. ш. 83°52′39″ зх. д. / 32.14667° пн. ш. 83.87750° зх. д. (32.146535, -83.877464).  За даними Бюро перепису населення США в 2010 році місто мало площу 1,56 км², уся площа — суходіл.

## Демографія
Згідно з переписом 2010 року, у місті мешкало 213 осіб у 75 домогосподарствах у складі 53 родин. Густота населення становила 137 осіб/км².  Було 96 помешкань (62/км²).
Расовий склад населення:
| - 50,2 % — чорних або афроамериканців - 46,9 % — білих - 1,9 % — осіб інших рас |

До двох чи більше рас належало 0,9 %. Частка іспаномовних становила 1,9 % від усіх жителів.
За віковим діапазоном населення розподілялося таким чином: 31,9 % — особи молодші 18 років, 56,4 % — особи у віці 18—64 років, 11,7 % — особи у віці 65 років та старші. Медіана віку мешканця становила 30,3 року. На 100 осіб жіночої статі у місті припадало 93,6 чоловіків;  на 100 жінок у віці від 18 років та старших — 79,0 чоловіків також старших 18 років.
Середній дохід на одне домашнє господарство  становив 24 393 долари США (медіана — 20 655), а середній дохід на одну сім'ю — 27 516 доларів (медіана — 21 875). За межею бідності перебувало 53,5 % осіб, у тому числі 70,9 % дітей у віці до 18 років та 30,8 % осіб у віці 65 років та старших.
Цивільне працевлаштоване населення становило 71 осіб. Основні галузі зайнятості: сільське господарство, лісництво, риболовля — 22,5 %, публічна адміністрація — 18,3 %, освіта, охорона здоров'я та соціальна допомога — 16,9 %, виробництво — 15,5 %.